# TENGEKI presents シンプレの底底ラジオ
TENGEKI presents シンプレの底底ラジオ（テンゲキ プレゼンツシンプレのそこそこラジオ）は、2009年4月12日から2010年4月4日まで毎週日曜日25:00 - 25:30（JST）にABCラジオ（朝日放送）で放送していたラジオ番組である。

## 番組概要
松竹芸能所属のお笑いコンビ・シンデレラエキスプレス（松井成行・渡辺裕薫。以下、シンプレ）がパーソナリティを務めた。
誠のサイキック青年団の突然の打ち切りにより、放送開始。二人の懐かしい松竹芸能の芸人の話や松井による野球・韓国ドラマ・ボクシング、の話題や渡辺による映画・プロレスの話題、シンプレの所属事務所かつ同番組スポンサーである松竹芸能運営の劇場「通天閣劇場TENGEKI」（通称:TENGEKI）に関する情報発信を行っていた。
構成は米井敬人。
最終回では同局『鶴光のDJ天国』の様に月1程度で放送を続けると明言していた。

## 備考
ABCラジオの1週間の最終番組であり、番組の放送終了後には1分のCMの後放送終了告知（クロージング）となっていたが、当番組自体が終わった為2010年4月より『夏子と千和のツンピリラヂヲ』放送後の1:00にクロージングが繰り上がった。しかし7月には週刊デジタリアンの枠移動によりクロージングは1:30に再変更されている。
2009年8月30日は第45回衆議院議員総選挙の特別番組が編成されたため、26:00から放送された。

## コーナー
- 駅弁万歳
- テンスポ

TENGEKIの最新情報を紹介。
- 渡辺家の一族

## ゲスト
2009年
- 7月12日 - 春やすこ（春やすこ・けいこ）
- 8月8日 - ミヤ蝶美・蝶子
- 8月16日 - 3代目桂春蝶
- 9月20日 - チョップリン
- 10月18日 - 笑福亭銀瓶

| ABCラジオ 日曜深夜25時(月曜1時)枠             | ABCラジオ 日曜深夜25時(月曜1時)枠                | ABCラジオ 日曜深夜25時(月曜1時)枠                                              |
| 前番組                                        | 番組名                                           | 次番組                                                                         |
| --------------------------------------------- | ------------------------------------------------ | ------------------------------------------------------------------------------ |
| 誠のサイキック青年団 25:00〜26:45 （105分枠） | TENGEKI presents シンプレの底底ラジオ （30分枠） | 放送休止時間 （25:00~4:35） ※2010年7月4日〜 週刊デジタリアン （TBSラジオ制作） |